# 中华人民共和国水泥业

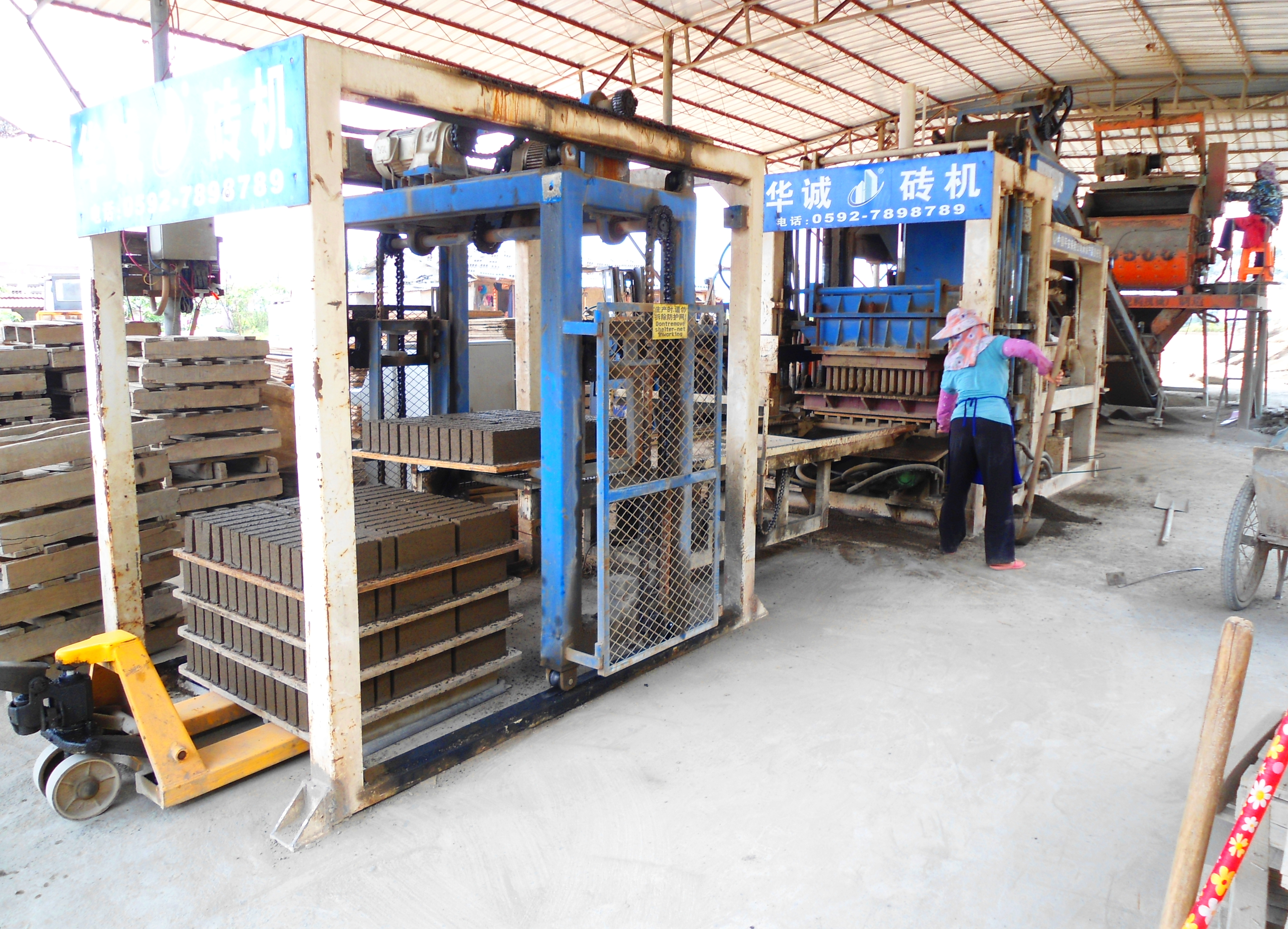
海南島的水泥磚廠

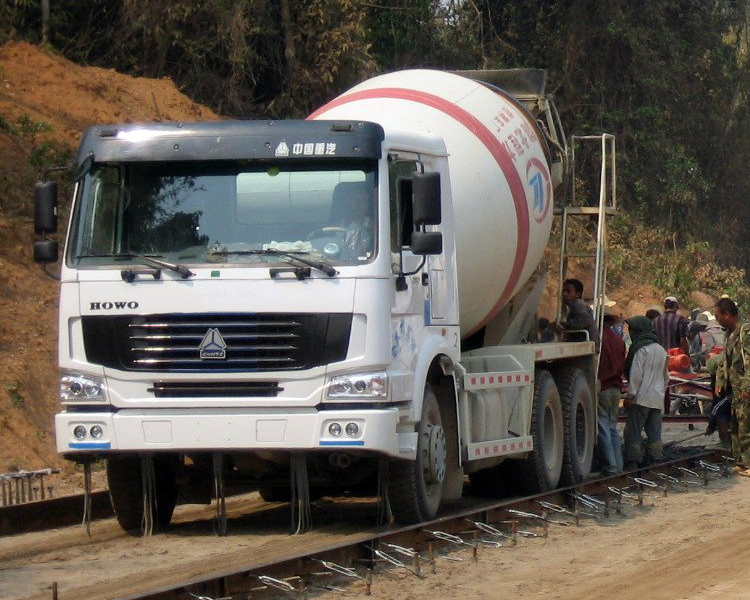
中国重汽豪沃生產的水泥車

中国拥有世界最大规模的水泥业，2013年产量达24.1亿吨，同比增长9.57%。
2013年，全国水泥产量达到24.1亿吨，同比增长9.6%，增速比2012年的7.4%提升2.2个百分点。

## 中国19大水泥业公司
1. 安徽海螺水泥有限公司
2. 唐山冀东水泥股份有限公司
3. 大同水泥集团股份有限公司
4. 新疆天山水泥股份有限公司
5. 四川双马水泥股份有限公司
6. 河南同力水泥股份有限公司
7. 内蒙古西水创业股份有限公司
8. 安徽巢东水泥股份有限公司
9. 江西万年青水泥股份有限公司
10. 宁夏赛马水泥有限公司
11. 太原狮头水泥股份有限公司
12. 陕西秦岭水泥(集团)股份有限公司
13. 四川金顶(集团)股份有限公司
14. 华新水泥股份有限公司
15. 福建水泥股份有限公司
16. 河北太行水泥股份有限公司
17. 吉林亚泰(集团)股份有限公司
18. 广东塔牌集团股份有限公司
19. 甘肃祁连山水泥集团股份有限公司